# آیریس مورا
آیریس مورا (انگلیسی: Iris Mora؛ زادهٔ ۲۲ سپتامبر ۱۹۸۱) بازیکن فوتبال اهل مکزیک است.

وی همچنین در تیم ملی فوتبال زنان مکزیک بازی کرده‌است.